# Amica mia (Cristiano Malgioglio)
Amica mia è un singolo di Cristiano Malgioglio pubblicato nel 2011 dalla K1 records. Contiene il brano in versione italiana, spagnola e alcuni remix.

## Tracce
1. Amica mia
2. Amica mia (2BeOne Remix)
3. Amiga mia
4. Amiga mia (2BeOne Remix)
5. Mala Hembra